# Geuceu Komplek
Geuceu Komplek is een bestuurslaag in het regentschap Banda Aceh van de provincie Atjeh, Indonesië. Geuceu Komplek telt 2192 inwoners (volkstelling 2010).